# Токтамысов, Салимгерей Токтамысович
Салимгерей Токтамысович Токтамысов (каз. Сәлімгерей Тоқтамысұлы Тоқтамысов; 6 июля 1914, с. Кудук-Сай (а. № 7), Аракарагайская волость, Кустанайский уезд, Тургайская область, Российская империя — 29 июня 1997, Алма-Ата, Казахстан) — советский государственный и партийный деятель, первый секретарь Западно-Казахстанского и Кзыл-Ординского обкомов КП Казахской ССР, председатель Совета профессиональных союзов Казахской ССР.

## Биография
Родился в 1914 году. Рано потерял отца, воспитывался у дяди Дауренбека.

### Образование
Учился сначала в небольшой сельской школе, а затем в Казкоммуне — одной из лучших школ по тем временам, которая была построена ещё Ибраем Алтынсариным в селе Боровое Мендыгаринского района. Салимгерей учился у известного педагога-просветителя Спандияра Кобеева.

### Трудовая деятельность
- 1945—1949 гг. — второй секретарь Кустанайского обкома КП(б) Казахстана
- 1949—1950 гг. — председатель облисполкома Семипалатинской области
- 1950—1953 гг. — высшая партийная школа, г. Москва
- 1954—1956 гг. — первый секретарь Западно-Казахстанского обкома КП Казахстана
- 1956—1961 гг. — председатель Совета профессиональных союзов КазССР
- 1961—1963 гг. — первый секретарь Кзыл-Ординского КП Казахстана
- 1963—1967 гг. — директор совхоза
- 1967—1974 гг. — зам. пред. Джамбулского облисполкома
- Депутат Верховного Совета КазССР второго и третьего созывов
- Депутат Верховного Совета СССР четвёртого и пятого созывов
- Член ЦК КП Казахстана, член президиума ВЦСПС.

С 1975 г. на пенсии. В 1997 году Салимгерей Токтамысов ушел из жизни.

## Семья
Был женат, имел трёх сыновей и трёх дочерей.

## Награды и звания
- Ордена — Отечественной Войны I степени, II степени; Ленина, Трудового Красного Знамени, Знак почета.
- С 1974 г. — почетный гражданин г. Джамбула